# De Hoop (Klarenbeek)
De Hoop est un moulin à vent situé dans la localité de Klarenbeek, à Apeldoorn, dans la province de Gueldre aux Pays-Bas.